# Casa al passeig de Barcelona, 3 (Olot)
La Casa al passeig de Barcelona, 3 és un edifici eclèctic d'Olot (Garrotxa) que forma part de l'Inventari del Patrimoni Arquitectònic de Catalunya.

## Descripció
És una casa de planta rectangular amb teulat a dues aigües amb els vessants vers les façanes principals. Disposa de celler, planta baixa i dos pisos superiors. Darrerament s'hi afegiren unes golfes reculades. La porta principal porta la data 1890 i les inicials J. S. L'escala és central, amb barana fosa i té una estructura de fusta i vidres de colors que repeteixen la data i les inicials esmentades. La façana és estucada, formant encoixinats, amb amplis guardapols que marquen les separacions dels pisos, donant al conjunt un gran sentit d'horitzontalitat i simetria.

## Història
El creixement urbà de finals del segle xix es realitza a Olot pel carrer Mulleres, el passeig de Sant Roc, el Firal i la plaça Palau. No obstant, els projectes de més envergadura d'aquest moment seran el passeig de Barcelona i la plaça Clarà. Aquest passeig és un dels conjunts arquitectònics urbanístics més remarcables de la vila. És interessants per la perfecta integració entre espais verds i les construccions, d'una qualitat arquitectònica notable.